# Tōnoshō, Chiba
Tōnoshō (japanska: 東庄町?, Tōnoshō-machi) är en landskommun (köping) i Chiba prefektur i Japan. 